# Acantopsis spectabilis
Acantopsis spectabilis е вид лъчеперка от семейство Cobitidae.

## Разпространение
Видът е разпространен в Мианмар и Тайланд.